# Люди знойных страстей
«Люди знойных страстей» — российский кинофильм 1917 года, мелодрама с элементами политического детектива по сценарию Николая Брешко-Брешковского на основе его собственного романа. Фильм снят на крымском курорте Гурзуф. Картина продолжала демонстрироваться на провинциальных экранах до начала 1920-х гг., раннесоветская критика характеризовала её как «обычную кинематографическую драму, которые так любят широкие массы, с злодеяниями, похищениями, убийствами и т. п.»

## Сюжет
Германский шпион граф Цакони втирается в доверие к товарищу (заместителю) министра иностранных дел князю Лярскому, чтобы выведать у него секретную информацию. В качестве своего орудия он использует цыгана Матеко, пылко влюблённого в княгиню. По наущению графа цыган похищает княгиню, а шпион шантажирует высокопоставленного чиновника, требуя выдать тайну в обмен на освобождение жены. Князь проявляет стойкость. Подруга цыгана Иоланта, узнав о местонахождении княгини, сообщает об этом князю, и тот освобождает жену.

## Актёры
- Владимир Алексеев-Месхиев — князь Лярский
- Павла Козмовская — княгиня Лярская
- Амо Бек-Назаров — цыган Матеко
- Ольга Гладкова — цыганка Иоланта
- Сергей Шатов — граф Цакони

## Съёмочная группа
- Режиссёры — Вячеслав Висковский и Арнольд Шифман
- Автор сценария — Николай Брешко-Брешковский
- Оператор — Луи Форестье
- Художник — Владимир Раковский